# Tetracis rufa
Tetracis rufa är en fjärilsart som beskrevs av W. Warren 1900. Tetracis rufa ingår i släktet Tetracis och familjen mätare. Inga underarter finns listade i Catalogue of Life.